# Peter Dumont Vroom

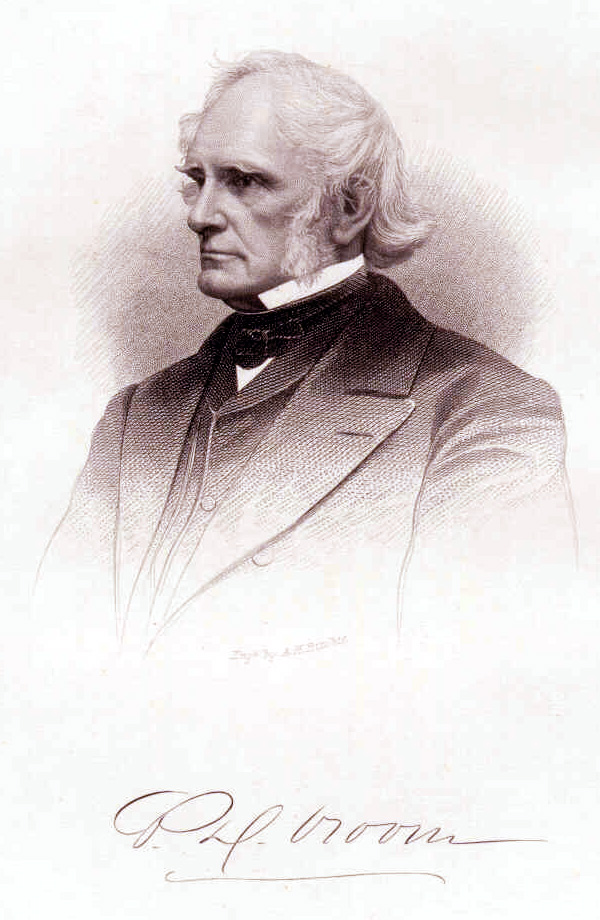
Peter Dumont Vroom

Peter Dumont Vroom (* 12. Dezember 1791 in Hillsborough Township, New Jersey; † 18. November 1873 in Trenton, New Jersey) war ein US-amerikanischer Politiker und zwischen 1829 und 1836 zweimal Gouverneur des Bundesstaates New Jersey. Außerdem vertrat er seinen Staat zwischen 1839 und 1841 als Abgeordneter im Kongress.

## Frühe Jahre
Peter Vroom besuchte die öffentlichen Schulen seiner Heimat und dann die Somerville Academy. Anschließend studierte er bis 1808 am Columbia College in New York City. Nach einem anschließenden Jurastudium wurde er im Jahr 1813 als Rechtsanwalt zugelassen. Danach begann er zunächst in Hillsborough und dann ab 1821 nach einem Umzug in Somerville in seinem neuen Beruf zu arbeiten.

## Politischer Aufstieg und Gouverneur von New Jersey
Zwischen 1826 und 1829 war Vroom Abgeordneter in der New Jersey General Assembly. Damals wurde er Mitglied der neugegründeten Demokratischen Partei. Im Jahr 1829 wurde er als deren Kandidat von der Legislative zum neuen Gouverneur seines Staates gewählt. Er trat sein Amt am 6. November 1829 an und konnte, nachdem er jährlich wieder gewählt wurde, zunächst bis zum 26. Oktober 1832 amtieren. Die dann folgende Amtszeit bis zum Oktober 1833 wurde von Samuel L. Southard  von der Whig Party absolviert.
Danach wurde Vroom erneut gewählt. Dieses Mal konnte er bis zum 28. Oktober 1836 im Amt bleiben. In seiner Regierungszeit unterstützte er den Eisenbahnbau und den Bau des Raritan and Delaware Canal. Seine Amtszeit war politisch vom Streit um die Politik von Präsident Andrew Jackson beherrscht. Dabei ging es um die Bankenfrage und die von South Carolina heraufbeschworene Nullifikationskrise. Im Jahr 1836 verzichtete Vroom aus gesundheitlichen Gründen auf eine Wiederwahl.

## Weitere politische Laufbahn
1837 wurde Vroom Indianeragent beim Stamm der Choctaw und 1838 bewarb er sich um einen Sitz im US-Repräsentantenhaus. Die Wahlen waren umstritten und erst nach einigen Diskussionen stand fest, dass Vroom als einer von vier demokratischen Kandidaten aus New Jersey in den Kongress einziehen konnte. Damit vertrat er zwischen 1839 und 1841 seinen Staat in Washington, D.C. Im Jahr 1840 wurde er aber nicht wiedergewählt. Danach war er wieder als Anwalt tätig.
Im Jahr 1844 war er Mitglied einer Kommission zur Überarbeitung der Staatsverfassung von New Jersey. Eine Ernennung zum Obersten Richter von New Jersey lehnte Vroom im Jahr 1853 ab. Stattdessen wurde er von Präsident Franklin Pierce als Nachfolger von Daniel D. Barnard zum Botschafter der Vereinigten Staaten in Preußen ernannt. Dieses Amt übte er zwischen 1853 und 1857 aus. Nach seiner Rückkehr arbeitete er erneut als Rechtsanwalt. Im Jahr 1861 war er Mitglied einer Konferenz in Washington, die in letzter Minute vergeblich den Ausbruch des Bürgerkrieges verhindern wollte. Von 1861 bis zu seinem Tod im Jahr 1873 war er Schriftführer am Obersten Gerichtshof von New Jersey. Außerdem war er ab 1864 Verwalter des Schuldentilgungsfonds von New Jersey. Peter Vroom verstarb im November 1873. Er war zweimal verheiratet und hatte insgesamt sechs Kinder.